# Верхня розправа
Верхня розправа — становий суд другої інстанції, що розглядав цивільні та кримінальні справи однодворців і державних селян у Російській імперії. В Україні верхня розправа функціонувала протягом 1782—96 років у Київському, Новгород-Сіверському та Чернігівському намісництвах, перебравши на себе справи посполитих та рядових козаків, що до того часу розглядались у гродських, земських і підкоморських судах Гетьманщини. Верхня розправа відігравала роль апеляційної інстанції для нижніх розправ. У справах, що торкалися мешканців сіл чи округ у цілому, виступала як суд першої інстанції. Складалася з двох голів, які призначалися Сенатом за поданням губернського правління, а також десяти засідателів. Останніх обирали на три роки козаки і посполиті намісництва як зі свого середовища, так і з-поміж дворян, чиновників і різночинців. Засідателів затверджував губернатор. Верхня розправа поділялася на два департаменти: карний і цивільний. Кожен департамент мав свого голову. Справи розподілялися між членами суду та головою за черговим реєстром справ. За відсутності справ карний департамент розглядав цивільні справи. В суді засідали прокурор і двоє стряпчих. Один із них стежив за недопущенням шкоди для державної казни, інший був офіційним обвинувачем у карних справах. Верхня розправа засідала посесійно тричі на рік: перша сесія тривала з 8 січня до Страсного тижня, друга — з Зелених свят до 27 червня і третя — з 2 жовтня до 18 грудня. За потреби верхня розправа могла засідати в інший час. Поряд з іншими судами другої інстанції, верхня розправа надсилала двох засідателів у приказ суспільного догляду, подавала пропозиції щодо кандидатури на посаду голови совісного суду, що розглядав справи про злочини, визнані як вчинені ненавмисно, спираючись не лише на закони, а й на моральні норми.